# Priwolnoje (Kaliningrad, Tschernjachowsk)
Priwolnoje (russisch Привольное, deutsch Neunischken, 1938–1945 Neunassau, litauisch Naniškas) ist ein Ort in der russischen Oblast Kaliningrad. Er gehört zur kommunalen Selbstverwaltungseinheit Stadtkreis Tschernjachowsk im Rajon Tschernjachowsk.

## Geographische Lage
Priwolnoje liegt westlich der Inster (russisch: Instrutsch), zwölf Kilometer nordöstlich der Stadt Tschernjachowsk (Insterburg). Durch den Ort verläuft die Kommunalstraße 27K-175 von Tschernjachowsk nach Uljanowo (Kraupischken/Breitenstein). Die nächste Bahnstation war Owraschaja-Nowoja (Blumenbach, bis 1945 hieß die Bahnstation Blumental) an der Bahnstrecke Tschernjachowsk–Sowetsk (Insterburg–Tilsit), auf welcher der Personenverkehr im Jahr 2009 eingestellt wurde.

## Geschichte
Der seinerzeit Neinischken genannte Ort wurde bereits vor 1578 gegründet. Im Jahre 1874 wurde der Ort Amtsdorf und damit namensgebend für einen neu errichteten Amtsbezirk, der zum Kreis Insterburg im Regierungsbezirk Gumbinnen der preußischen Provinz Ostpreußen gehörte.
Im Jahre 1910 waren in Neunischken 438 Einwohner gemeldet. Ihre Zahl ging bis 1933 auf 373 zurück und betrug 1939 ebenso 373.
Am 3. Juni 1938 wurde Neunischken – mit amtlicher Bestätigung vom 16. Juli 1938 – aus politisch-ideologischen Gründen in  „Neunassau“ umbenannt. Am 13. September 1938 erhielt auch der Amtsbezirk die neue Ortskennung.
Als Folge des Zweiten Weltkrieges kam das Dorf im Jahre 1945 mit dem nördlichen Ostpreußen zur Sowjetunion. Im Jahre 1947 erhielt es die russische Bezeichnung „Priwolnoje“ und wurde gleichzeitig dem Dorfsowjet Kaluschski selski Sowet im Rajon Tschernjachowsk zugeordnet. Von 2008 bis 2015 gehörte Priwolnoje zur Landgemeinde Kaluschskoje selskoje posselenije und seither zum Stadtkreis Tschernjachowsk.

### Amtsbezirk Neunischken/Neunassau (1874–1945)
Zum neu errichteten Amtsbezirk Neunischken (ab 1938: Amtsbezirk Neunassau) gehörten ursprünglich sieben Landgemeinden (LG) und ein Gutsbezirk (GB):
| Name                                   | Namensänderung 1938–1946 | Russischer Name    | Bemerkungen                                      |
| -------------------------------------- | ------------------------ | ------------------ | ------------------------------------------------ |
| Augustlauken (LG)                      |                          |                    | 1896 Umwandlung in den neuen GB Blumental        |
| Auxkallnehlen (LG)                     | Blumenbach               | Owraschnaja-Nowaja |                                                  |
| Kamszarden (LG)                        | Bergental                | Priwolnoje         |                                                  |
| (Groß) Kamputschen (LG)                | seit 1928: Blumental     | Owraschnoje        |                                                  |
| Kurreiten (LG)                         | Finkengrund              | Schuschenskoje     | 1928 in den Amtsbezirk Pelleningken umgegliedert |
| Neunischken (LG)                       | Neunassau                | Priwolnoje         |                                                  |
| Pleinlauken (LG), seit 1928: Rosenthal |                          | Nismennoje         |                                                  |
| Stablacken (GB), Ksp. Neunischken      |                          | Trudowoje          | 1928 in die LG Kamszarden eingegliedert          |

Im Jahre 1932 wurde die Landgemeinde Finkengrund (russisch: Schuschenskoje) vom Amtsbezirk Pelleningken in den Amtsbezirk Neunischken umgegliedert. Am 1. Januar 1945 gehörten zum Amtsbezirk Neunassau dann insgesamt sechs Gemeinden: Bergental, Blumenbach, Blumental, Finkengrund, Neunassau und Rosenthal.

## Kirche

### Kirchengebäude
Die heute noch erhaltene, jetzt allerdings zweckentfremdete reformierte Kirche in Neunischken wurde am 31. Oktober 1873 (Reformationstag) ihrer Bestimmung übergeben, nachdem seit 1754 der Gottesdienst in einer Kapelle, ab 1809 in einer kleinen Kirche stattfand. Es handelt sich um einen Bau im gotischen Stil mit Glockenturm. Zu den ältesten Ausstattungsgegenständen gehörten ein Kelch und eine Weinkanne aus dem Jahre 1708 aus dem Besitz der früheren polnisch-reformierten Gemeinde in Königsberg (Preußen). Das heutige Gebäude ist stabil.

### Kirchengemeinde
Eine Reformierte Kirchengemeinde bildete sich in Neunischken aus Kolonisten aus der Schweiz und aus Nassau. Sie wurde seit 1748 zunächst von Insterburg (russisch: Tschernjachowsk) aus versorgt und war bis 1853 eine Filialkirche der reformierten Kirche Insterburg (heute: Erzengel-Michael-Kirche der Russisch-orthodoxen Kirche in Tschernjachowsk). Zum Kirchspiel Neunischken gehörten im Jahre 1925 650 Gemeindeglieder, das Kirchenpatronat war königlich.
Die Kirchengemeinde Neunischken gehörte zwar zur Kirchenprovinz Ostpreußen der Kirche der Altpreußischen Union, war aber nicht in den Kirchenkreis Insterburg, sondern in die deutsch-reformierte Inspektion Königsberg, später „Reformierte Kirchenkreis“ genannt, eingegliedert.
Nach Flucht und Vertreibung der einheimischen Bevölkerung in Folge des Zweiten Weltkrieges sowie aufgrund religionsfeindlicher Politik der Sowjetunion brach das kirchliche Leben in Priwolnoje ein. Heute liegt der Ort im Einzugsbereich zweier in den 1990er Jahren neu entstandenen evangelisch-lutherischen Gemeinden in Tschernjachowsk bzw. in Schtschegly (Lesgewangminnen, 1938–1946 Lesgewangen) in der Kirchenregion Tschernjachowsk bzw. Gussew (Gumbinnen), beide zur Propstei Kaliningrad in der Evangelisch-lutherischen Kirche Europäisches Russland gehörig.

### Kirchspielorte
Zum Kirchspiel Neunischken (resp. Neunassau) gehörten vor 1945 die reformierten Einwohner von Auxkallnehnen (1938–1946: Blumenbach, russisch: Owraschnaja-Nowaja), Kurreiten (1938–1946: Finkengrund, russisch: Schuschenskoje), Neunischken (Neunassau) und Stablacken (russisch: Trudowoje) sowie von den Ortschaften der Kirchspiele Georgenburg (russisch: Majowka), Grünheide (Kaluschskoje) und Pelleningken (1938–1946: Strigengrund, russisch: Sagorskoje).

### Pfarrer
An der Kirche Neunischken amtierten zwischen 1854 und 1945 als reformierte Geistliche:
| - Karl Julius Franz Kreiß, 1854–1875 - Johann Friedrich Schenk, 1875–1910 - Kurt Knorr, ab 1910 |

In den letzten Jahren vor 1945 wurde Neunassau von Insterburg aus betreut.

### Kirchenbücher
Von den Kirchenbüchern haben zahlreiche den Krieg überdauert. Sie werden heute im Evangelischen Zentralarchiv in Berlin-Kreuzberg aufbewahrt:
- Taufen: 1767 bis 1944
- Trauungen: 1854 bis 1941
- Begräbnisse: 1800 bis 1943
- Kommunikanten: 1871 bis 1943.